# Communauté rurale de Diamal
La communauté rurale de Diamal est une communauté rurale du Sénégal située au centre du pays. 
Créée en 2011 par scission de la communauté rurale de Keur Mboucki, elle fait partie de l'arrondissement de Keur Mboucki, du département de Birkelane et de la région de Kaffrine.